# Ghajtal
Ghajtal (arab. غيطل) – wieś w Syrii, w muhafazie Aleppo, w dystrykcie Dżabal Siman. W 2004 roku liczyła 184 mieszkańców.